# Station Lemmie
Station Lemmie (Haltepunkt Lemmie) is een spoorwegstation in de Duitse plaats Lemmie in de deelstaat Nedersaksen. Het station ligt aan de spoorlijn Weetzen - Haste en is geopend op 15 december 1904.

## Indeling
Het station heeft twee zijperrons, welke niet zijn overkapt maar voorzien van abri's. De perrons zijn verbonden via de overweg in de straat Bahnhofstraße. Aan de zuidkant van het station ligt er een parkeerplaats en een fietsenstalling. Het station heeft ook een bushalte, die langs de straat Bahnhofstraße ligt. 

## Verbindingen
Het station is onderdeel van de S-Bahn van Hannover, die wordt geëxploiteerd door DB Regio Nord. De volgende treinseries doen het station Lemmie aan:
| Serie | Treinsoort             | Route                                                                                     | Bijzonderheden                     |
| ----- | ---------------------- | ----------------------------------------------------------------------------------------- | ---------------------------------- |
| S1    | S-Bahn (DB Regio Nord) | Minden (Westf) – Haste – Seelze – Hannover Hbf – Weetzen – Lemmie – Barsinghausen – Haste |                                    |
| S2    | S-Bahn (DB Regio Nord) | Nienburg (Weser) – Seelze – Hannover Hbf – Weetzen – Lemmie – Barsinghausen – Haste       | Zondags alleen Nienburg - Hannover |